# Walter Warner
Walter Warner (Leicestershire, 1563 – 1643) fue un científico inglés. Químico de formación, se interesó por las matemáticas. La obra Universae geometriae (1646) recoge parte de sus escritos.

## Biografía
Warner nació en Leicestershire y se formó en el Merton College de la Universidad de Oxford, graduándose en 1578. Pertenecía al círculo de Henry Percy, el Brujo Earl, junto a Thomas Harriot y Robert Hues. Percy pagó a Warner para ayudarle con sus experimentos. El grupo giraba alrededor de Walter Raleigh en un tiempo en el que se interesan por los avances químicos y médicos. Así lo argumenta Jean Jacquot, que cree que este grupo de investigadores experimentales, patrocinados por Percy y Raleigh, representa el momento de transición entre las teorías mágicas de Giordano Bruno a la ciencia real.
Pudo haber estado asociado con el grupo de estudio de Christopher Marlowe sobre religión, con la marca de ateos, pero la confusión es posible aquí con William Warner. Después de la muerte de Henry Percy, fue apoyado por Algernon Percy, X conde de Northumberland, y luego por Sir Thomas Aylesbury. Warner editó Artis Analyticae Praxis, de Harriot, en 1631. Conoció a Thomas Hobbes a través de Sir Charles Cavendish, quien circuló las obras de Warner.
Warner era amigo de Robert Payne, capellán de Cavendish; y esta conexión se usa con frecuencia para asociar a Warner con la Academia Welbeck. En 1634 Warner y Hobbes discutieron la refracción. Este conocido se enfrentó posteriormente a Hobbes en la controversia de Hobbes-Wallis.
Con John Pell, calculó la primera tabla de antilogaritmos en la década de 1630. John Aubrey, confiando en el testimonio de Pell, afirma que Warner había afirmado haber anticipado el descubrimiento de William Harvey de la circulación de la sangre, y que Harvey debe haber oído hablar de él a través de un tal señor Prothero. Pell también mencionó que Warner había nacido sin mano izquierda.

## Legado y trabajo científicos
Warner no publicó un solo libro en vida, aunque fue muy conocido. Fue Marin Mersenne la que publicó parte de su trabajo óptico en Universae geometriae (1646). Se podría decir que era un atomista y defensor de un universo infinito. Como era un químico teórico y práctico, escribió obras psicológicas basadas en Giordano Bruno y Ramon Llull. Muchos de sus manuscritos se conservan y muestran intereses eclécticos, como sus trabajos relacionados con la circulación de la sangre. Algunos de los documentos de Warner terminaron en los manuscritos de Pell y fueron recogidos por Richard Busby. Tras su muerte, en 1644, la mayoría de sus documentos fueron confiscados por agentes supersticiosos. George John Gray, escribiendo en el Dictionary of National Biography, afirma que se creía que la tabla de antilogaritmos de 11 figuras publicada más tarde por James Dodson había pasado a Herbert Thorndike, y luego a Busby. La conclusión de Pell en 1644 era que Warner había estado en bancarrota, y que los acreedores probablemente destruirían el trabajo.